# Anas Bakhat
Anas Bakhat (* 2. April 2000 in Mainz) ist ein deutscher Fußballspieler.

## Karriere
Bakhat wurde unter anderem in seiner Heimatstadt beim 1. FSV Mainz 05 sowie beim TSV Schott fußballerisch ausgebildet. Als C-Jugendlicher wechselte er ins Nachwuchsleistungszentrum des 1. FC Kaiserslautern und kam in der Folge für die U17 und die A-Jugend in den jeweiligen Juniorenbundesligen zum Einsatz. In seiner vorletzten Juniorensaison gelangte der Mittelfeldspieler mit Kaiserslauterns U19 bis ins Pokalfinale, wo jedoch der SC Freiburg siegreich war. In seinem letzten Jahr in der A-Jugend verpasste Bakhat lediglich fünf Pflichtspiele, davon drei verletzungsbedingt, und konnte fünf Tore sowie vier Vorlagen beisteuern. In der Liga wurde mit einem Punkt Differenz auf die Abstiegszone knapp der Klassenerhalt erreicht.
Zur Saison 2019/20 erhielt Bakhat gemeinsam mit fünf weiteren Nachwuchsspielern einen Profivertrag. Bakhats Vertrag hatte eine Laufzeit bis Juni 2022. Darüber hinaus wurde er in den Kader der Drittligamannschaft integriert. Für sie kam er am 21. Spieltag zu seinem Debüt, ansonsten war er als Stammspieler für die Oberligamannschaft aktiv. Seit der Wiederaufnahme der durch die Corona-Pandemie unterbrochenen Saison 2019/20 gehörte Bakhat dauerhaft zum Kreis der von Boris Schommers trainierten Profimannschaft und kam auch zu einigen Startelfeinsätzen. Am 2. Spieltag der Saison 2020/21 erlitt Bakhat einen Teilabriss des vorderen Syndesmosebandes und verpasste so den größten Teil der Hinrunde. Danach spielte Bakhat häufig als Einwechselspieler. In der Saisonvorbereitung im Sommer 2021 verletzte er sich mit einem Kniebinnenschaden erneut schwer. Er kehrte erst im Februar 2022 wieder ins Mannschaftstraining zurück. Zu einem Einsatz in der 3. Liga kam er in der Spielzeit 2021/22 nicht mehr, absolvierte aber noch einige Spiele für die zweite Mannschaft. Die Profimannschaft stieg indes in die 2. Bundesliga auf. Im Juni 2022 wurde sein Vertrag verlängert. Nachdem er in der Hinrunde 2022/23 zu keinem weiteren Einsatz für die Profimannschaft gekommen war, wurde der Vertrag im Januar 2023 einvernehmlich aufgelöst.
Am 31. Januar 2023, dem letzten Tag der Wintertransferperiode, schloss sich Bakhat dem Regionalligisten 1. FC Düren an, der von Bakhats früherem FCK-Trainer Schommers trainiert wird. Nachdem Bakhat in der Hinrunde der Saison 2023/24 mit drei Toren und sieben Vorlagen bei Düren zu den Leistungsträgern zählte, verpflichtete ihn in der Winterpause der Ligakonkurrent Alemannia Aachen.

## Erfolge
Alemannia Aachen
- Meister der Regionalliga West: 2024
- Mittelrheinpokal-Sieger: 2024

1. FC Kaiserslautern
- Landespokal Südwest: 2020